# Upeneus mouthami
Upeneus mouthami is een straalvinnige vissensoort uit de familie van zeebarbelen (Mullidae). De wetenschappelijke naam van de soort is voor het eerst geldig gepubliceerd in 2006 door Randall & Kulbicki.